# Avenida Brasil (trilha sonora)

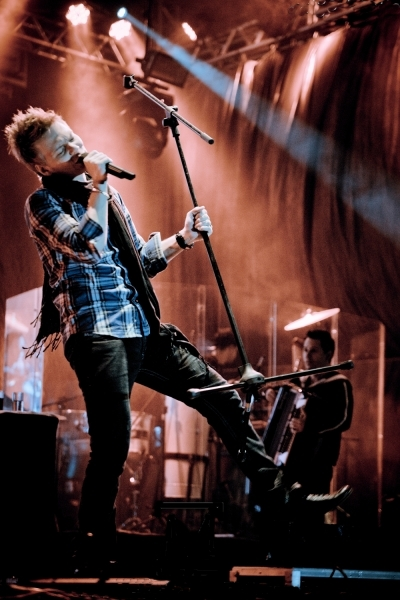
O single "Humilde Residência", do cantor Michel Teló, foi uma das canções inclusas na trilha sonora de Avenida Brasil.

A seguir apresentam-se os lançamentos discográficos de Avenida Brasil, uma telenovela brasileira de autoria de João Emanuel Carneiro produzida pela rede de televisão Rede Globo e exibida no horário das 21 horas entre 26 de março a 19 de outubro de 2012, substituindo Fina Estampa (2011), e sendo sucedida por Salve Jorge (2012) ao fim de 179 capítulos. O elenco principal inclui vários atores e atrizes, dentre eles: Débora Falabella, Adriana Esteves, Murilo Benício, Cauã Reymond, Marcello Novaes, Heloísa Perissé, Eliane Giardini, Marcos Caruso, Vera Holtz, José de Abreu, Alexandre Borges, Débora Bloch, Camila Morgado, Carolina Ferraz, Leticia Isnard, Juca de Oliveira, Ísis Valverde e Nathalia Dill.
"Nós acreditamos que na música, assim como todas as áreas culturais, existem ciclos que ditam as tendências. A novela da Rede Globo, exibida no horário mais nobre da programação, trouxe um tema voltado para a vida de jogadores de futebol e um subúrbio carioca onde a trilha sonora de diversos personagens é o pagode. Esse tipo de exibição diária faz com que um número muito grande pessoas passe a novamente ouvir as músicas e baixar para seus aparelhos, pedir as canções nas rádios e principalmente frequentar ambientes onde o pagode é tocado."

— Fábio Henrique, vocalista do grupo campineiro Deixa Rolar, expressando o efeito da exposição do pagode após um tema de Sorriso Maroto ser incluso na trilha sonora de Avenida Brasil.
Fábio Henrique, vocalista do grupo musical campineiro Deixa Rolar, afirmou que a inclusão do tema "Assim Você Mata o Papai", da banda Sorriso Maroto, na trilha sonora de Avenida Brasil foi responsável por uma ressurgimento do pagode, gênero musical muito popular no Brasil no início da década de 1990. "Houve um aumento no número de pessoas no nosso show e como não poderia ser diferente, o público pede para tocarmos os sucessos da novela. Às vezes, até mais de uma vez no mesmo show. Esse impacto é percebido também nas redes sociais, na mídia em geral e nas rádios", afirmou Henrique. O grupo Deixa Rolar foi convidado a interpretar os seus trabalhos na festa de estreia de Avenida Brasil. A fórmula usada para elaborar o alinhamento de faixas da trilha sonora de Avenida Brasil revelou ser um grande sucesso no Brasil, ao ponto de inspirar a autora Glória Perez, que conceitou Salve Jorge, a também incluir canções populares entre o público ao invés de focar-se apenas em êxitos momentâneos. Então, a trilha sonora de Salve Jorge foi composta por trabalhos de artistas como Nana Caymmi e Ney Matogrosso, conhecidos por temas de MPB, e ainda uma versão nova de uma canção popular por Erasmo Carlos e Marisa Monte.
Durante a sua transmissão original, foram lançados quatro álbuns de compilação no formato de trilha sonora pela gravadora Som Livre. Estes são a trilha nacional, que inclui dois volumes, a internacional e a instrumental, sendo que os dois discos da nacional contêm músicas cantadas em língua portuguesa e por cantores do Brasil e a internacional contém músicas cantadas em língua inglesa e castelhana por cantores internacionais.

## Álbuns

### Nacional 1
O primeiro disco da telenovela foi lançado em 19 de abril de 2012. Na sua capa pode-se ver a imagem do ator Murilo Benício caracterizado como Jorge Tufão, o seu personagem em Avenida Brasil, em um campo de futebol cheio que foi inserido digitalmente.

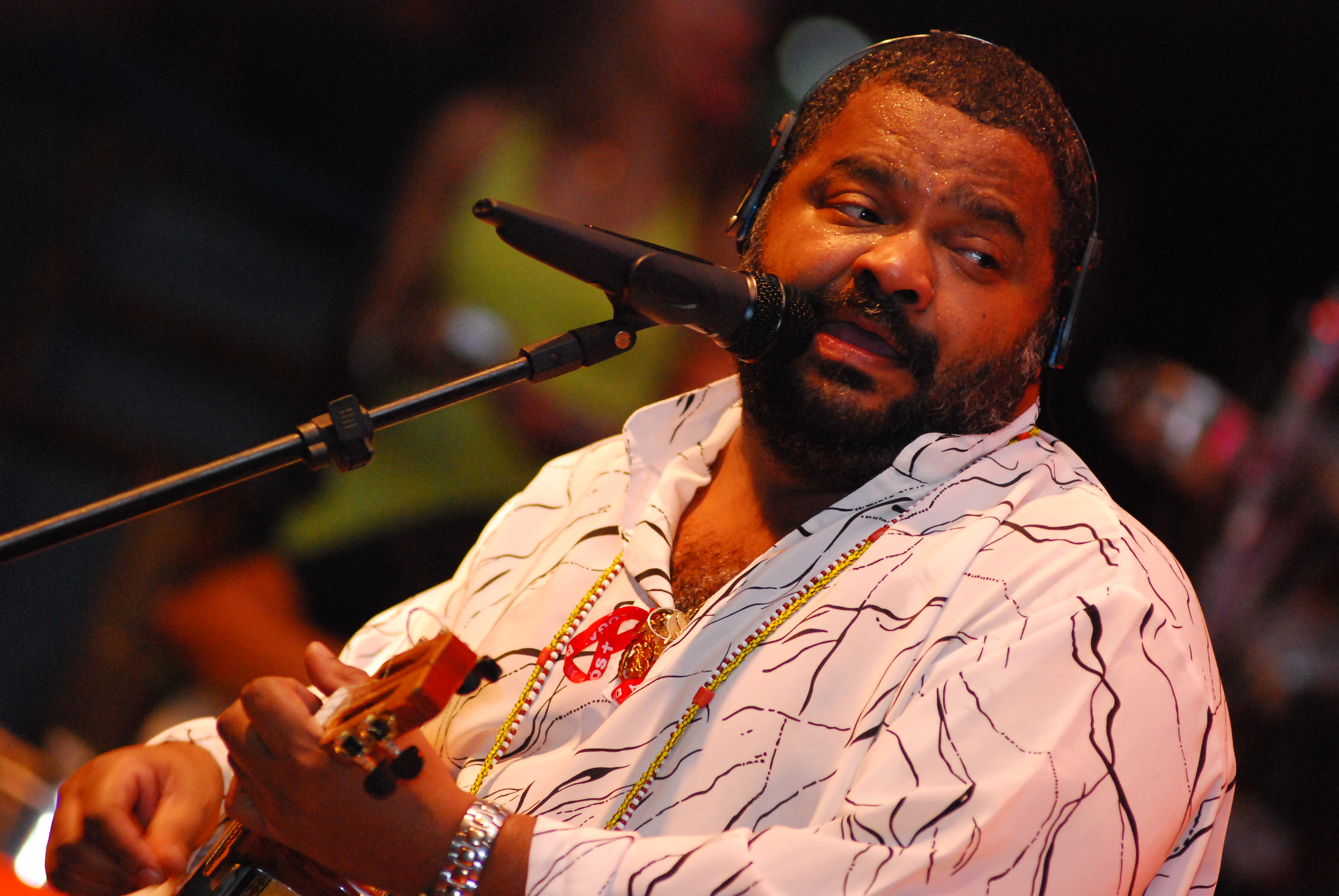
O cantor Arlindo Cruz fez uma adaptação no conteúdo lírico do tema "Meu Lugar" para que se pudesse encaixar com a realidade de Avenida Brasil.

Avenida Brasil Nacional 1 tem dezasseis faixas. Rita Lee é a intérprete de "Reza", a faixa de abertura do disco, que por sua vez é o tema do personagem Cadinho, interpretado por Alexandre Borges, e suas três esposas, interpretadas por Débora Bloch, Camila Morgado e Carolina Ferraz. Uma apreciadora da telenovela, Lee disse que devido à inclusão do tema na mesma, a canção tornou-se um sucesso nas estações de rádio: "Tenho recebido várias mensagens elogiando 'Reza', virou uma oração. As pessoas a adotaram como uma autobenção, como mentalização, e até já me contaram de alguns pequenos milagres que aconteceram com a repetição dessa letra." "Humilde Residência", êxito internacional do cantor Michel Teló, é o tema dos personagens Muricy e Adauto, interpretados pelos atores Eliane Giardini e Juliano Cazarré, respectivamente. O diretor de Avenida Brasil selecionou a música por achar que ela era "apropriada" para esses personagens, uma vez que fala justamente sobre um cara pobre, mas cheio de boas intenções. "Essa música conta bem a história de uma grande maioria dos brasileiros que, quando jovens e sem grana, são doidos para levar as 'minas' para as suas 'humildes residências'", disse Teló sobre a música. Quando questionado sobre o que achou da inclusão de "Humilde Residência" na telenovela, o cantor afirmou:"É a realização de um sonho para mim." O cantor e pagodeiro Arlindo Cruz compôs e gravou uma adaptação do famoso refrão "Madureira", que fora alterado para "É Divino" de modo a coincidir com o nome do bairro fictício, especialmente para a telenovela, intitulada "Meu Lugar". "É uma música que foi um divisor de águas na minha vida e eu acho que casou totalmente com a trama, por falar da espiritualidade do povo carioca. Estou levando fé na novela, gostei muito do capítulo de estreia. A primeira música foi a minha, minha mulher chorou, foi a maior emoção. Todo mundo aqui em casa ficou muito feliz!", revelou Cruz.
"É muito bom para um artista com 38 anos de estrada saber que desperta interesse em um novo público. Para mim, foi e será sempre muito importante ter uma canção incluída nas novelas da Globo. Acho que são mais de quinze, me sinto honrado ao olhar para trás. Espero que 'Estória de nós dois” tenha o mesmo sucesso'."

— O cantor José Augusto expressando sua gratificação pela inclusão do tema "Estória de Nós Dois" na trilha sonora de Avenida Brasil.

"Sempre que podemos, assistimos à novela, e todas as vezes em que a música toca é uma sensação de que nós fazemos parte daquela história. Falando até de uma forma bem clichê, é a concretização de um sonho."

— A dupla João Lucas e Marcelo expressando os seus sentimentos por ter a canção "Eu Quero Tchu, Eu Quero Tcha" inclusa na trilha sonora de Avenida Brasil.
"Depois", canção cantada por Marisa Monte, é o tema dos protagonistas Nina e Jorginho, interpretados respectivamente por Débora Falabella e Cauã Reymond. Sobre a escolha da música para o seu personagem, Reymond disse: "Eu já conhecia a música. Adoro a Marisa Monte e todos os CDs dela. Acho que essa é uma música que fala de amor e desencontro e essa é a história da Rita e do Batata. Foi a força do destino. As coisas foram acontecendo e eles foram se separando. Só não acho que eles se separam no final, como diz a letra. Tomara que eles fiquem juntos." "Vem Dançar com Tudo", adaptação brasileira da canção "Danza Kuduro", foi gravada especialmente para a trilha sonora da telenovela pelo duo Robson Moura e Lino Krizz. "A música foi uma ideia do Ricardo Waddington [diretor de núcleo], porque tem o espírito da trama. Fiz uma pequena adaptação na letra para ficar com uma versão do português do Brasil. Trocamos algumas palavras da música 'Vem dançar Kuduro' para facilitar o entendimento das pessoas, mas com o espírito original da canção que é alegre e festivo", explicou Eduardo Oliveira, o compositor da versão. "Vem Dançar com Tudo" é a música de abertura de Avenida Brasil e foi posicionada como a décima quarta e última faixa do disco.
"Não tinha um lugar melhor para a música estar. A música fala de uma mulher atraente, sedutora, que é capaz de deixar qualquer marmanjo de queixo caído", disse Bruno, vocalista da banda Sorriso Maroto, cuja canção "Assim Você Mata o Papai" foi escolhida para ambientar as cenas da personagem Tessália, interpretada por Débora Nascimento.  A dupla Aviões do Forró teve uma reação semelhante ao observar a popularidade crescente do tema "Corredo Atrás de Mim" após ser reproduzido nas cenas que ambientam a personagem Suelen, interpretada por Ísis Valverde. Outras canções que ambientam as cenas de personagens são "Cupido", interpretada por Maria Rita e reproduzida nas cenas do casal Jorginho (Cauã Reymond) e Débora (Nathalia Dill), e ainda "Cachorro Perigoso", interpretada pela banda Tchê Garotos e reproduzida nas cenas de Darkson (José Loreto). Quando Avenida Brasil foi transmitida nos Estados Unidos, alcançou um sucesso moderado devido ao seu grande número de reprodução nas estações de rádio estadunidenses.
Aquando do seu lançamento, Avenida Brasil Nacional 1 alcançou a primeira posição da tabela musical publicada pela Associação Brasileira dos Produtores de Discos.
| Nacional 1 |                                                                                         |                                                                                                |                                |         |  |
| N.º        | Título                                                                                  | Compositor(es)                                                                                 | Personagem(ns)                 | Duração |  |
| 1.         | "Reza" (Rita Lee)                                                                       | Rita Lee Roberto de Carvalho                                                                   | Cadinho Verônica Noêmia Alexia | 2:26    |  |
| 2.         | "Amiga da Minha Mulher" (Seu Jorge)                                                     | Gabriel Moura Jorge da Silva Rogê Pretinho da Serrinha                                         | Olenka Silas                   | 4:08    |  |
| 3.         | "Humilde Residência" (Michel Teló)                                                      | Tiago Marcelo Malcolm Lima Luiz Henrique & Fernando                                            | Adauto Muricy                  | 3:13    |  |
| 4.         | "Assim Você Mata o Papai" (Sorriso Maroto)                                              | Nicco Andrade                                                                                  | Leleco Tessália                | 3:16    |  |
| 5.         | "Depois" (Marisa Monte)                                                                 | Arnaldo Antunes Marisa Monte Antônio Freitas                                                   | Nina Jorginho                  | 2:54    |  |
| 6.         | "Cachorro Perigoso" (Tchê Garotos)                                                      | Sandro Coelho                                                                                  | Darkson                        | 3:10    |  |
| 7.         | "Correndo Atrás de Mim" (Aviões do Forró)                                               | Renato Moreno                                                                                  | Suelen                         | 3:10    |  |
| 8.         | "Meu Lugar" (Arlindo Cruz)                                                              | Arlindo Cruz Mauro Diniz                                                                       | Locação: Divino                | 4:28    |  |
| 9.         | "Filho da Simplicidade" (Revelação)                                                     | Xande de Pilares Helinho do Salgueiro Gilson Bernini                                           | Família de Tufão               | 4:15    |  |
| 10.        | "Estória de Nós Dois" (José Augusto)                                                    | Michael Sullivan Dudu Falcão                                                                   | Monalisa Tufão                 | 3:57    |  |
| 11.        | "Pura Adrenalina" (Belo)                                                                | Alexandre Lucas Prateado Fogaça Léo Dias                                                       | Silas                          | 4:07    |  |
| 12.        | "Menina do Salão de Beleza" (Pedro Luís)                                                | Pedro Luís Beto Valente Rodrigo Cabelo                                                         | Salão de Monalisa              | 4:12    |  |
| 13.        | "O Dia do Corno" (Reginaldo Rossi)                                                      | Reginaldo Rossi                                                                                | Tufão Cadinho Bar de Silas     | 4:45    |  |
| 14.        | "Tá Faltando Homem" (Banda Xeiro de Mel)                                                | Romim Matta                                                                                    | Olenka                         | 2:38    |  |
| 15.        | "Vem Dançar com Tudo (Vem Dançar Kuduro)" (Robson Moura com participação de Lino Krizz) | William Landrón Philippe Louis de Oliveira Faouze Barkati Ryfns Fabrice Toigo Eduardo Oliveira | Abertura                       | 3:03    |  |
| 16.        | "Cupido" (Maria Rita)                                                                   | Cláudio Lins                                                                                   | Débora Jorginho                | 5:07    |  |

### Nacional 2
O segundo volume do disco com as canções em português por artistas brasileiros foi lançado pouco tempo após o primeiro. A sua capa apresenta a atriz Débora Falabella caracterizada como a personagem Nina. Esta foi a primeira capa a incluir o efeito de final de capítulo de Avenida Brasil, que consiste em um "congelamento", no qual um personagem tem a sua imagem paralisada no final de cada capítulo sob fundo musical de suspense e que definia uma cena de suspense a ser concluída no capítulo seguinte.
A canção "Tanta Coisa", do cantor Paolo, recebeu grande repercussão na página online da Rede Globo após ser ouvida na telenovela. Sobre isto, o cantor disse: "É uma emoção muito grande! É muito gratificante ter esse tipo de repercussão depois de tantos anos na estrada. Não esperava um retorno do público tão rápido. Estou começando a sentir os efeitos da repercussão da música". Esta foi a primeira vez que uma música cantada em língua portuguesa de autoria de Paolo foi inclusa em uma telenovela. "Mulher Carioca" foi composta por Franciso Gil à pedido da sua mãe, a cantora Preta Gil, para que fosse inclusa na trilha sonora da telenovela. Preta Gil, que gravou a canção e ainda revelou ser grande fã de Avenida Brasil, revelou que "foi uma emoção muito grande. A primeira vez que tocou a música do Francisco na novela, nos abraçamos e pulamos dentro de casa feito malucos. Como sempre na vida, ele me trouxe sorte. Acho que a música tem muito a ver com a novela, é a cara da mulher carioca baladeira, que é charmosa e se joga na pista." "Mulher Carioca" é o trabalho de estreia de Francisco Gil.
Quando entrevistado pela repórter Jaqueline Silva para o programa de televisão Vídeo Show sobre a inclusão do tema "Hot Dog" na trilha sonora de Avenida Brasil, o cantor Buchecha, intérprete da canção, afirmou: "Então, 'Hot Dog' surgiu mais ou menos como uma brincadeira né! Tipo só love né! Essa coisa, eu gosto de misturar o português com o ingrês  [sic], e 'Hot Dog' surgiu mais ou menos dessa ideia, porque, tipo assim, eu reparei que aos 38 anos de idade né, ninguém nunca me chamou de gatinho. Eu falei: 'caramba! Se eu não sou gatinho, o que é que eu sou!? Qual o outro animal que eu seria?' Então eu acho que eu seria cachorro. Eu falei: 'poxa, já que eu sou cachorro, por que não ser um cachorro quente né!? Que não tem rejeição; as crianças gostam, a vovó também gosta, todo mundo gosta. Aí foi aí  [sic] a ideia de fazer 'Hot Dog'". A canção "Ricardão" foi inspirada na frase "Você, que está ai em casa sentado no sofá, cuidado com o Ricardão!", popularizada por Fausto Silva, apresentador do programa de televisão Domingão do Faustão. O intérprete da obra, Mariozan Rocha, revelou que decidiu então compor uma canção satírica sobre um indivíduo "que gosta de mexer com a cabeça das mulheres". Segundo um resenhista da Rede Globo, "Ricardão" se encaixou perfeitamente no personagem Leleco, interpretado pelo ator Marcos Caruso.
Embora reproduzidas em capítulos de Avenida Brasil, os temas "Verdade" de Zeca Pagodinho, usado para ambientar as cenas do personagem Jorge Tufão; "Eu Vou Pegar Você e Tãe" de Munhoz e Mariano; e "Conga, Conga, Conga" de Gretchen, usado para ambientar as cenas de Soninha Catatau, não foram inclusos em nenhum dos volumes da trilha sonora nacional da telenovela.
| Nacional 2 |                                                                      |                                                      |                                         |         |  |
| N.º        | Título                                                               | Compositor(es)                                       | Personagem(ns)                          | Duração |  |
| 1.         | "Você de Mim Não Sai" (Luan Santana)                                 | Diego Damasceno Daniel Damasceno Thiago Rossi        | Suelen Roni Leandro                     | 2:57    |  |
| 2.         | "Eu Quero Tcha" (Marcelo)                                            | Shylton Fernandes                                    | Tema geral                              | 3:05    |  |
| 3.         | "Hot Dog" (Buchecha)                                                 | Rosana Só Love                                       | Dolores Diógenes                        | 3:36    |  |
| 4.         | "Favorita (Remix)" (Mc Marcinho)                                     | Márcio Nepomuceno                                    | Baile do Divino                         | 3:15    |  |
| 5.         | "Em Um Outdoor" (Zeca Pagodinho)                                     | Zé Roberto                                           | Divino                                  | 3:31    |  |
| 6.         | "Mas Que Nada" (Sérgio Mendes)                                       | Jorge Benjor                                         | Treinos do Divino Futebol Clube         | 5:45    |  |
| 7.         | "Minha Razão" (Péricles com participação de Chitãozinho & Xororó)    | Thiaguinho Pezinho                                   | Tufão                                   | 3:44    |  |
| 8.         | "Pra Me Provocar" (Mc Koringa)                                       | Emi Cruz Jean Rodrigues                              | Baile do Divino                         | 3:06    |  |
| 9.         | "Ricardão" (Mario Zan)                                               | Emanuel Lacerda Deyvid Luciano Ferraz Mariozan Rocha | Leleco Muricy Adauto                    | 2:30    |  |
| 10.        | "Nem Vem Que não Tem" (Wilson Simonal)                               | Carlos Imperial                                      | Nilo                                    | 2:34    |  |
| 11.        | "Charme" (Bebeto)                                                    | Thiago Correra Allan Dias Castro                     | Salão de Monalisa                       |         |  |
| 12.        | "Na Cadência do Samba (Que Bonito É)" (Waldir Calmon) (instrumental) | Luiz Bandeira                                        | Treinos do Divino Futebol Clube         | 2:22    |  |
| 13.        | "Mulher Carioca" (Preta Gil)                                         | Franciso Gil                                         |                                         | 3:22    |  |
| 14.        | "Tanta Coisa" (Paolo)                                                | Rodrigo Kaufmann Paolo                               | Divino Zona Sul do Rio de Janeiro Geral | 3:17    |  |

### Internacional
A trilha internacional é composta por catorze canções. Na sua capa, está estampada a imagem do ator Cauã Reymond caracterizado como o personagem Jorginho. Na imagem, foi aplicado o efeito de final de capítulo usado na telenovela, que consiste em um "congelamento" do ator e a inclusão de luzes desfocadas no pano de fundo. O logótipo da telenovela, seguido do texto "Internacional" abaixo de si, está disposto na parte superior esquerda. O logotipo da emissora está disposto no canto inferior esquerdo.
A trilha sonora internacional de Avenida Brasil é composta por temas como "Set Fire to the Rain" da cantora britânica Adele, "The One That Got Away" da estadunidense Katy Perry, "Addicted to You" da colombiana Shakira, entre outros que tinham forte reprodução diária nas principais estações de rádio brasileiras e tinham grandes números de vendas no momento. A canção "Long Live" da estadunidense Taylor Swift recebeu uma nova versão com participação da artista brasileira Paula Fernandes, que ainda compôs os seus respectivos versos. Esta nova versão foi inclusa na trilha sonora internacional da telenovela como a faixa de abertura.
Embora reproduzidas em capítulos de Avenida Brasil, os temas "Smile" de Charles Chaplin, usado para ambientar cenas de Rita, Batata e as restantes crianças; "Don't Think Twice, It's Alright" de Bob Dylan, usado para ambientar cenas iniciais de Rita/Nina; "Hot Stuff" de Donna Summer e "Upside Down de Diana Ross, ambos usados para ambientar as cenas que decorriam no salão da personagem Monalisa; "Red Dust" de Zero 7; e "Without You" de David Guetta com participação de Usher não foram inclusos na trilha sonora internacional da telenovela.
| Internacional |                                                                           |                                                          |                                  |         |  |
| N.º           | Título                                                                    | Compositor(es)                                           | Personagem(ns)                   | Duração |  |
| 1.            | "Long Live" (Taylor Swift com participação de Paula Fernandes)            | Taylor Swift Paula Fernandes                             | Zona Sul do Rio de Janeiro       | 5:15    |  |
| 2.            | "Set Fire to the Rain" (Adele)                                            | Adele Adkins Fraser T Smith                              | Nina Jorginho                    | 4:02    |  |
| 3.            | "Finally Falling" (Mayer Hawthorne)                                       | Andrew Mayer Cohen                                       | Núcleo: Zona Sul                 | 3:20    |  |
| 4.            | "Charlie Brown" (Coldplay)                                                | Guy Berryman Jonny Buckland Will Champion Chris Martin   | Débora Jorginho                  | 4:45    |  |
| 5.            | "Video Games" (Lana del Rey)                                              | Lana Del Rey Justin Parker Elizabeth Grant               | Débora Iran Leandro Roni Suellen | 4:42    |  |
| 6.            | "The One That Got Away" (Katy Perry)                                      | Katherine Hudson Lukasz Gottwald Max Martin              |                                  | 3:47    |  |
| 7.            | "Hotel Nacional" (Gloria Estefan)                                         | Emilio Estefan Jr. Gloria Estefan Arbise Gonzalez        | Cadinho Verônica Noêmia Alexia   | 3:28    |  |
| 8.            | "Addicted to You" (Shakira)                                               | Shakira Mebarak Edward Pou Luis Fernando Ochoa John Hill | Zona Sul do Rio de Janeiro       | 2:27    |  |
| 9.            | "Bring on the Nite" (Mister Jam com participação de Ali Pierre e Cymcolé) | Fábio Almeida Ali Pierre Gaschani                        | Max                              | 3:40    |  |
| 10.           | "Infiltrado" (Bajofondo)                                                  | Juan Pablo Campodonico Anibal Kerpel                     | Carminha                         | 3:39    |  |
| 11.           | "The Glory of Love" (Paul McCartney)                                      | Billy Hill                                               | Núcleo: Zona Sul                 | 3:46    |  |
| 12.           | "Endless Love" (Lionel Richie e Shania Twain)                             | Lionel Richie                                            | Romântico geral                  | 4:18    |  |
| 13.           | "Belle" (Cattle & Cane)                                                   | Joe Hammil                                               | Núcleo: Zona Sul                 | 4:19    |  |
| 14.           | "She's Got Everything" (Ellison Chase)                                    | Ellison Chase Terry Silverlight                          | Ágata                            | 4:07    |  |

### Instrumental
O disco com as faixas instrumentais foi lançado em dezembro de 2016. Na sua capa, está estampado o logótipo da telenovela no centro, seguido pelo subtítulo. Composto por 36 canções, o álbum é uma compilação de temas instrumentais elaborados por Eduardo Queiroz, o produtor musical de Avenida Brasil, para ambientar as cenas de diversos personagens na telenovela.
Quando entrevistado em uma conferência de imprensa acerca da trilha sonora instrumental de Avenida Brasil, Queiroz afirmou que a mesma seria "séria e tensa" e representaria "um contraponto às músicas da trilha comum, alegres e populares". "O João Emanuel gosta muito de trilhas sonoras. Ele participa ativamente do desenvolvimento das trilhas. Essa estratégia foi criada para que a história tivesse uma maior perspectiva dramatúrgica. Os dramas são verdadeiros e profundos, e a trilha busca ampliar essa percepção. Do outro lado, temos uma música vibrante, popular e irreverente. Como o João Emanuel sempre diz, as canções devem comentar os personagens, como uma extensão do texto", afirmou Queiroz.
Instrumental
| 1. "Nina" — 6:42 2. "Eternamente" (com participação de Felipe Alexandre) — 4:01 3. "Escravidão" — 4:25 4. "Porpetone" — 2:40 5. "O Passado" — 3:54 6. "Rei Do Futebol" (com participação de Felipe Alexandre) — 2:42 7. "Casamento" (com participação de Felipe Alexandre) — 3:12 8. "Max" — 3:08 9. "Monalisa" — 3:23 10. "Samba Blues" (com participação de Felipe Alexandre) — 1:52 11. "Amor Eterno" (com participação de Felipe Alexandre) — 3:03 12. "As Noivas" (com participação de Felipe Alexandre) — 2:36 13. "Cemitério" — 2:36 14. "Genésio" — 4:56 15. "Bolero Cadinho" (com participação de Felipe Alexandre) — 2:00 16. "Groovedelik" (com participação de Felipe Alexandre, Lino Crizz, Claudio Machado e Eugenio Lima) — 2:37 17. "Heróis" (com participação de Felipe Alexandre) — 2:48 18. "Nilo" (com participação de Felipe Alexandre) — 4:24 19. "Os Meninos" — 2:33 20. "Sede de Vingança" — 4:35 | 1. "Abismo" — 2:24 2. "Lover Grove" (com participação de Lino Crizz, Filipe Pegoraro, Claudio Machado, Roberta Davila e Eugenio Lima) — 3:47 3. "Recomeço" — 3:34 4. "Tigrão" — 2:06 5. "Ameaças" — 2:37 6. "Black Divino" (com participação de Felipe Alexandre) — 4:42 7. "Cruel" — 4:27 8. "Lucinda" — 4:26 9. "Soft Charme" (com participação de Lino Criz, Filipe Pegoraro, Cláudio Machado, Eugênio Lima e Roberta Davila) — 3:08 10. "Amor Triste" (com participação de Diogo Maia e Rodrigo Carrara) — 2:28 11. "Diabólica" — 3:27 12. "Modern Groove" (com participação de Lino Crizz, Filipe Pegoraro, Claudio Machado, Eugenio Lima e Roberta Davila) — 5:24 13. "Outro Lado" (com participação de Felipe Alexandre) — 2:47 14. "Inocência" (com participação de Felipe Alexandre) — 2:49 15. "Iran" — 2:47 16. "Divino FC" (com participação de Felipe Alexandre) — 2:01 Outras canções executadas ao longo da trama Fonte: Teledramaturgia - "Eu Vou Pegar Você e Tãe" – Munhoz & Mariano - "Conga Conga Conga", Gretchen (tema de Dolores) - "Red Dust" – Zero 7 - "Smile" – Charlie Chaplin (tema de Rita e Batata crianças) - "Don't Think Twice, It's Alright" – Bob Dylan - "Without You" – David Guetta e Usher |